# 音乐之日
《音樂之日》是日本TBS電視台及其聯播網自2011年開始每年夏季（6月至8月間）採現場直播播出的音樂特別節目。

## 概要
2011年3月11日。發生東日本大震災（東北地方太平洋沖地震）之際，以「振作起來，用歌的力量鼓舞日本」作為第一回節目的宣傳企劃，並創下電視史和音樂史上最新紀錄，約7小時40分長時間播放。
第2回較上回縮短播出時間4小時以上，總播出時長為3小時24分，但隔年第3回至第9回播出時長則為音樂節目史上最長的15小時（包含中斷時段），自下午播出節目直到隔日凌晨。
第5回作為TBS電視台開台60週年特別企劃播出，節目內包含回顧TBS的音樂節目歷史的特別環節。
第10回後為防止新型冠狀肺炎疫情擴大，改以無現場觀眾的方式製播，並取消深夜時段。
第11回為東日本大震災發生10年的2021年3月11日，以「特別篇」的形式播出。
與富士電視台系列的《FNS歌謠祭 夏》（原：FNS夏季歌謠祭）、《FNS歌謠祭》、日本電視台系列的《THE MUSIC DAY》、《Best Artist》、東京電視台系列的《東京電視台音樂祭》不同，此節目亦有演歌歌手參與演出。

## 播出資訊
| 回 | 播出日期      | 播出時間 | 總主持人 | 總主持人   | 主題                   | 壓軸                 | 備註                                                              |
| -- | ------------- | --- | -------- | ---------- | ---------------------- | -------------------- | ----------------------------------------------------------------- |
| 1  | 2011年7月16日 | 19:00 - 隔天0:18（第1部） 0:40 - 2:40（第2部） | 中居正廣 | 安住紳一郎 |                        |                      |                                                                   |
| 2  | 2012年7月14日 | 18:30 - 21:54 | 中居正廣 | 安住紳一郎 |                        | SMAP                 |                                                                   |
| 3  | 2013年6月29日 | 14:00 - 17:30（第1部） 18:50 - 19:00（音樂之日即將播出） 19:00 - 隔天0:30（第2部） 0:45 - 2:00（第3部） 2:00 - 5:00（第4部）                        | 中居正廣 | 安住紳一郎 |                        |                      |                                                                   |
| 4  | 2014年8月2日  | 14:00 - 17:30（第1部） 18:50 - 19:00（音樂之日即將播出） 19:00 - 隔天0:30（第2部） 0:45 - 2:00（第3部） 2:00 - 5:00（第4部）                        | 中居正廣 | 安住紳一郎 |                        |                      |                                                                   |
| 5  | 2015年6月27日 | 14:00 - 17:00（第1部） 18:25 - 18:30（即將播出!音樂之日） 18:30 - 23:09（第2部） 23:45 - 隔天0:45（CDTV特集，第1部） 0:45 - 5:00（CDTV特集，第2部） | 中居正廣 | 安住紳一郎 |                        |                      |                                                                   |
| 6  | 2016年7月16日 | 14:00 - 17:30（第1部） 18:30 - 21:54（第2部） 23:45 - 隔天5:00（CDTV特集）                                                                          | 中居正廣 | 安住紳一郎 | 聯繫                   |                      |                                                                   |
| 7  | 2017年7月15日 | 14:00 - 21:54（第1部） 23:45 - 隔天5:00（第2部） | 中居正廣 | 安住紳一郎 | 向未來的第一步         |                      |                                                                   |
| 8  | 2018年7月14日 | 14:00 - 21:54（第1部） 23:45 - 隔天5:00（第2部） | 中居正廣 | 安住紳一郎 | 那一天的歌             |                      |                                                                   |
| 9  | 2019年7月13日 | 14:00 - 21:54（第1部） 23:45 - 隔天5:00（第2部） | 中居正廣 | 安住紳一郎 | 汗                     |                      |                                                                   |
| 10 | 2020年7月18日 | 14:00 - 23:18 | 中居正廣 | 安住紳一郎 | 日本的精神！           | 嵐                   | 此次以後原則為無觀眾播出                                          |
| 11 | 2021年3月11日 | 19:00 - 22:57 | 中居正廣 | 安住紳一郎 |                        | Bank Band feat.MISIA | 首次於平日、春季播出， 自宮城縣綜合運動公園綜合體育館進行現場直播 |
| 12 | 2021年7月17日 | 14:00 - 21:54 | 中居正廣 | 安住紳一郎 | 讓每個人微笑的「Wa！」 | Bank Band feat.MISIA |                                                                   |
| 13 | 2022年7月16日 | 12:44 - 14:00（即將播出音樂之日） 14:00 - 21:54 | 江藤愛   | 安住紳一郎 | 訊息〜想唱出的歌〜     | MONGOL800            |                                                                   |
| 14 | 2023年7月15日 | 14:00 - 21:54 | 中居正廣 | 安住紳一郎 | GIFT 禮物              | MISIA                |                                                                   |
| 15 | 2024年7月13日 | 14:00 - 21:56 | 中居正廣 | 安住紳一郎 | hope!音樂的力量        |                      |                                                                   |
| 16 | 2025年7月19日 | 14:00 - 21:56 | 江藤愛   | 安住紳一郎 | 響徹心扉               | Snow Man             |                                                                   |

## 演出者

### 第1回（2011年）
- 播出日期／時間：2011年7月16日 19:00[d] - 17日 0:18（第1部）、0:40 - 2:40（第2部）[e]

總主持人
- 中居正廣（當時為SMAP成員）
- 安住紳一郎（TBS播音員）

演出藝人
- 秋川雅史
- 生物股長
- 石川小百合
- 板野友美
- AKB48
- SKE48
- Every Little Thing
- EXILE
- 小椋佳
- 加藤米莉亞×清水翔太
- 加山雄三
- KARA
- Kis-My-Ft2
- KinKi Kids[f]
- 倉木麻衣
- 倖田來未
- 鄉裕美
- 佐藤宗幸（日语：さとう宗幸）
- SID
- JUJU
- 無限開關
- SCANDAL
- SPEED
- SMAP
- 7!!（日语：7!!）
- 世良公則
- T.M.Revolution
- 德永英明
- 夢幻早安少女組。
- 陽光直人
- 中川翔子
- 西田敏行
- 西野カナ
- Not yet
- Perfume
- 冰川清志
- FUNKY MONKEY BABYS
- flumpool
- Becky♪♯
- 槇原敬之
- 南高節（日语：南こうせつ）
- 森山良子
- 遊助
- 兩先生（香取慎吾）
- Rake

現場記者
- 三雲孝江（日语：三雲孝江）（自宮城縣仙台市的「東北六魂祭（日语：東北六魂祭）」會場直播）
- 枡田絵理奈
- 加藤西爾維亞（日语：加藤シルビア）

來賓
- 渡邊惠里

- 演出藝人共45組，表演包含組曲在內的81首歌曲。
- 部分藝人自仙台進行現場表演（直播協助:東北放送）並直播。此外，鄉裕美自當天舉辦演唱會的山形縣縣民會館（日语：山形県県民会館）（直播協助:TVU山形）進行表演，AKB48則自節目播出隔週的演唱會彩排地點千葉県浦安市的IKSPIARI樂園（日语：イクスピアリ）連線演出。而節目內雖未提及，但生物股長與Perfume是以預錄方式參與演出。
- 攝影棚邀請了受災地東北6縣的居民現場觀看演出。
- 中居隔週的23日 - 24日擔任《FNS27小時電視台2011（日语：FNS27時間テレビ (2011年)）》（富士電視台系列）的總主持人，為連續兩週負責長時間節目的主要主持工作。此外，安住、三雲、渡邊為平日該時段直播的《資訊7days 新聞主播（日语：情報7days ニュースキャスター）》節目的固定班底。在節目播出前一週的9日，安住於《資訊7days 新聞主播》結尾時介紹了此節目並發表兩人的參與。
- 第2部被視為地方廣告時段，除鬱金香電視台、中部日本放送、琉球放送以外的系列台均全程播出。

- 收視率為16.2%（第1部）

### 第2回（2012年）
- 播出日期／時間：2012年7月14日 18:30[g] - 21:54

總主持人
- 中居正廣（當時為SMAP成員）
- 安住紳一郎（TBS播音員）

演出藝人
- 蘆田愛菜
- 生物股長
- 石川小百合
- 梅澤富美男（日语：梅沢富美男）
- AKB48
- EXILE
- 加山雄三
- Kis-My-Ft2
- 桑田佳祐
- 小林旭
- 少女時代
- SMAP
- 千昌夫
- 玉城千春（Kiroro）[h]
- 德永英明
- 西田敏行
- 西野カナ
- Perfume
- FUNKY MONKEY BABYS
- PRINCESS PRINCESS
- 槇原敬之
- 柚子

現場記者
- 小野美希（日语：小野美希）（當時為TUF播音員）
- 奥村奈穂美（日语：奥村奈穂美）（IBC播音員）
- 名久井麻利（日语：名久井麻利）（TBC播音員）
- 加藤西爾維亞（TBS播音員）

- 以「集結！『歌唱的力量』」為主題[2]，22組藝人參與演出。
- 演出藝人之中，、梅澤富美男、玉城千春、西田敏行為自福島縣郡山市的多功能會館（日语：多目的ホール）「Big Palette福島（日语：ビッグパレットふくしま）」（直播協助:TVU福島）直播表演，石川小百合自宮城縣東松島市的大曲濱（日语：大曲浜）（直播協助:東北放送）連線表演，千昌夫自岩手縣陸前高田市（直播協助:IBC岩手放送）表演，桑田佳祐則至東京王子飯店（日语：東京プリンスホテル）的屋頂進行直播演出。而節目內雖未提及，但EXILE、少女時代、德永英明、PRINCESS PRINCESS內的4組藝人因行程問題而以事前預錄的方式參與演出。
- 較上回相比，縮短播出時長為3小時24分鐘[5]，但隔日（15日）0:15後播出《CDTV》特別版「CDTV特別節目!夏季音樂祭2012」直到5:00，並進行現場直播（部分區域僅播出至2:00）。
- 與上回不同，本次並無歌手以外的來賓參與節目。

### 第3回（2013年）
- 播出日期／時間：2013年6月29日 14:00 - 17:30（第1部）、18:50 - 19:00（即將播出音樂之日）、19:00 - 30日 0:30（第2部）、0:45 - 2:00（第3部）、2:00 - 5:00（第4部）[i]

總主持人
- 中居正廣（當時為SMAP成員）
- 安住紳一郎（TBS播音員）

演出藝人
- AI
- aiko
- 杏里（日语：杏里）
- 家入里歐
- 生物股長
- 石川小百合
- 板野友美
- Iruka（日语：イルカ (歌手)）
- AKB48
- SKE48
- NMB48
- HKT48
- A.B.C-Z
- EXILE ATSUSHI
- 大塚愛
- 小椋佳
- 柏木由紀
- 加藤登紀子
- 片平里菜（日语：片平里菜）
- 加藤米莉亞
- 加藤米莉亞×清水翔太
- 華原朋美
- 加山雄三
- Kis-My-Ft2
- 卡莉怪妞
- 久保田利伸
- Kerakera（日语：ケラケラ）
- 香西薰
- 剛力彩芽
- Golden Bomber
- the Gospellers（日语：ゴスペラーズ）
- 可苦可樂
- C&K
- JAY'ED（日语：JAY'ED）
- SID
- 清水翔太
- 亂射Q（日语：シャ乱Q）
- JUJU
- 水前寺清子
- 無限開關
- SPYAIR
- SMAP
- SEKAI NO OWARI
- Sexy Zone[j]
- 世良公則
- 千昌夫
- Sonar Pocket（日语：Sonar Pocket）
- DAIGO
- 高橋南
- TRF
- T.M.Revolution
- T.M.Revolution×水樹奈奈
- 德永英明
- 9nine
- 陽光直人
- 中川翔子
- 夏川里美
- 新沼謙治
- 錦野旦（日语：錦野旦）
- 西田敏行
- 西野加奈
- 乃木坂46
- back number
- Perfume
- BEGIN（日语：BEGIN (バンド)）
- Hilcrhyme（日语：Hilcrhyme）
- Fanky加藤（日语：ファンキー加藤）
- 福原遙
- 福原美穗
- 普天間香織（日语：普天間かおり）
- Becky♪#
- BENI
- 堀内孝雄（日语：堀内孝雄）
- 色情塗鴉
- 前川清
- 槇原敬之
- 松平健
- 水樹奈奈
- miwa
- MINMI（日语：MINMI）
- 早安少女組。
- 桃色幸運草Z
- 森高千里
- 八代亞紀
- 山下智久
- 由紀沙織
- 柚子
- 吉幾三
- RAM WIRE（日语：RAM WIRE）
- Rake
- 渡邊麻友

現場記者
- 冨田奈央子（日语：冨田奈央子）（當時為IBC播音員）
- 神山浩樹（日语：神山浩樹）（IBC播音員）
- 大久保悠（日语：大久保悠）（TBC播音員）
- 袴田彩會（日语：袴田彩会）（當時為TBC播音員）
- 渡邊奈菜（日语：渡辺奈菜）（當時為TUF播音員）
- 菊池志乃（日语：菊池志乃）（當時為RBC播音員）

- 如包含《報導特集》與《JNN NEWS》的播出中斷時間在內，則本節目播出時長為日本音樂史上最長的15小時。此外，隔週7月6日於日本電視台系列播出的由櫻井翔（嵐）擔任總主持人的音樂特別節目《THE MUSIC DAY 音樂之力（日语：THE MUSIC DAY 音楽のちから）》亦播出長達12小時，因此連續2週於民營電視台皆有播出時長長達10小時以上的大型音樂特別節目。
- 同年8月21日發行的AKB48單曲中，首次由指原莉乃擔任中心站位的《戀愛的幸運餅乾》亦於本節目進行初次公開表演[6]。
- Golden Bomber自盛岡市中央批發市場（日语：中央卸売市場）（錄影協助：IBC岩手放送）以預錄方式參與演出。
- 節目播出期間，官方Twitter帳號會進行網路連動，發布藝人上場前、下場後的幕後花絮文章。此後也成為每年的慣例。

### 第4回（2014年）
- 播出日期／時間：2014年8月2日 14:00 - 17:30（第1部）、18:50 - 19:00（即將播出音樂之日）、19:00 - 3日 0:30（第2部）、0:45 - 2:00（第3部）、2:00 - 5:00（第4部）[k]

總主持人
- 中居正廣（當時為SMAP成員）
- 安住紳一郎（TBS播音員）

單元主持人
- 渡邊麻友（當時為AKB48成員）

演出藝人
- 相川七瀬
- aiko
- 藍井艾露
- 秋川雅史
- Ami（日语：Dream Ami）
- Aya
- [Alexandros]
- androp（日语：androp）
- E-girls
- 家入里歐
- 生物股長
- 石川小百合
- EXILE TRIBE
- EXILE TAKAHIRO
- AKB48
- SKE48
- NMB48
- HKT48
- A.B.C-Z
- 小笠原茉由
- OKAMOTO'S（日语：OKAMOTO'S）
- 荻野目洋子
- 河西智美
- 片平里菜
- 加藤登紀子
- 華原朋美
- 加山雄三
- Kalafina
- 川畑要（日语：川畑要）
- 神田沙也加
- Kis-My-Ft2
- 自由音樂
- 木村KAELA
- 卡莉怪妞
- 杏子
- KinKi Kids
- King Cream Soda
- CreepHyp（日语：クリープハイプ）
- GLAY
- 極品下流少女。（日语：ゲスの極み乙女。）
- Kerakera
- Golden Bomber
- 小嶋陽菜
- 近藤晃央
- Silent Siren
- 酒井優（日语：さかいゆう）
- 榊原郁恵（日语：榊原郁恵）
- 坂本冬美
- 指原莉乃
- 三代目 J Soul Brothers[l]
- ZIGGY（日语：ZIGGY）
- SID
- cinema staff（日语：cinema staff）
- JUJU
- 湘南乃風
- 『Sing! Sing! Sing!』TOP10[m]
- 無限開關
- SPICY CHOCOLATE
- SMAP
- 住岡梨奈
- SEKAI NO OWARI
- Sexy Zone
- 聲納口袋
- DAIGO
- 高橋南
- 寶塚歌劇團 OG（音樂之日特別組合）[n]
- 玉置浩二
- chay
- TUBE
- 鶴野剛士
- TEE
- T.M.Revolution
- 德永英明
- TRUSTRICK
- Dream
- Dream5
- 陽光直人
- 中村雅俊
- 中山優馬
- 新沼謙治
- 新山詩織
- 西内麻里亞
- 錦野旦
- 西野加奈
- 乃木坂46
- back number
- 服部克久
- HAN-KUN
- 一青窈
- Fanky加藤
- Fairies
- 舞祭組
- 藤彩子
- Flower
- French Kiss
- BENI
- 色情塗鴉
- 松村和子
- 三浦祐太朗
- 峯岸南
- miwa
- MINMI
- May J.
- 蛋白霜
- 森高千里
- 森山直太朗
- 保田圭
- 山下智久
- 山本彩
- 吉田山田
- Rihwa
- 渡邊麻友

現場記者
- 井手麻實（日语：井手麻実）（當時為ATV播音員）
- 松原友希（日语：松原友希）（IBC播音員）
- 小野美希（日语：小野美希）（當時為TUF播音員）
- 豐崎由里繪（日语：豊崎由里絵）（當時為MBS播音員）

応援ゲスト
- 吉胖喵（妖怪手錶）

- 參與演出的藝人共計111組。
- 今回は、『UTAGE!』・『Sing! Sing! Sing!』のコラボコーナーが設けられた。ベテラン歌手は第一部、トップアーティストは第二部、若手アーティストは第三部の出演となった。例外として、Dream5とキング・クリームソーダは『妖怪ウォッチ』の主題歌を務めた関係上子供に配慮したため、HKT48は18歳以下のメンバーが多く、『Sing! Sing! Sing!』TOP10には高校在学中だった者がいたため、労働基準法の関係上第1部の出演となった。
- 中居は前週の7月26日 - 27日は『FNS27時間テレビ2014』（フジテレビ系列）の総合司会をSMAPとして務めており、2011年以来3年ぶりに逆の形として2週続けて長時間番組のメインを担う格好となった。
- 出演アーティストのうち、福岡ドームでコンサートを行っていたKis-My-Ft2は事前収録の形でVTR出演。舞祭組は第2部の『UTAGE!』コーナーに生出演した（歌唱部分は事前収録）。この為、Kis-My-Ft2の出演時間が繰り上がり、2部の森高千里の出演時間が繰り下がった[7]。
- 『情熱大陸 SPECIAL LIVE SUMMER TIME BONANZA'14 大阪公演』の万博記念公園会場より中継で、玉置浩二と一緒に出演する予定だった大阪府立清水谷高等学校合唱部が放送前日に出演を取りやめる事態となったが、そもそもイベントのスポンサーにアサヒビールが含まれており、高校へ出演を依頼した毎日放送による不手際であった[8]。

## 關聯項目
- COUNT DOWN TV

## 備註

## 外部連結
- 音楽の日 （页面存档备份，存于）
- 音楽の日的X（前Twitter）